# Джон Ізнер
Джон Існер (англ. John Isner, 26 квітня 1985) — американський тенісист, учасник і переможець найдовшого матчу в історії тенісу.
Найбільше досягнення Існера в турнірах Великого шолома — вихід у півфінал Вімблдонського турніру 2018. Найвища позиція Існера в рейтингу ATP — 8 місце (липень 2018).
Рекондний за тривалістю матч Існер провів 22-24 червня 2010 року на Вімблдоні проти Ніколя Маю. Матч тривав 11 годин і 5 хвилин, зіграних впродовж трьох днів, і завершився перемогою Існера: 6-4, 3-6, 6-77-9, 7-67-3, 70-68.